# Monarquía Española

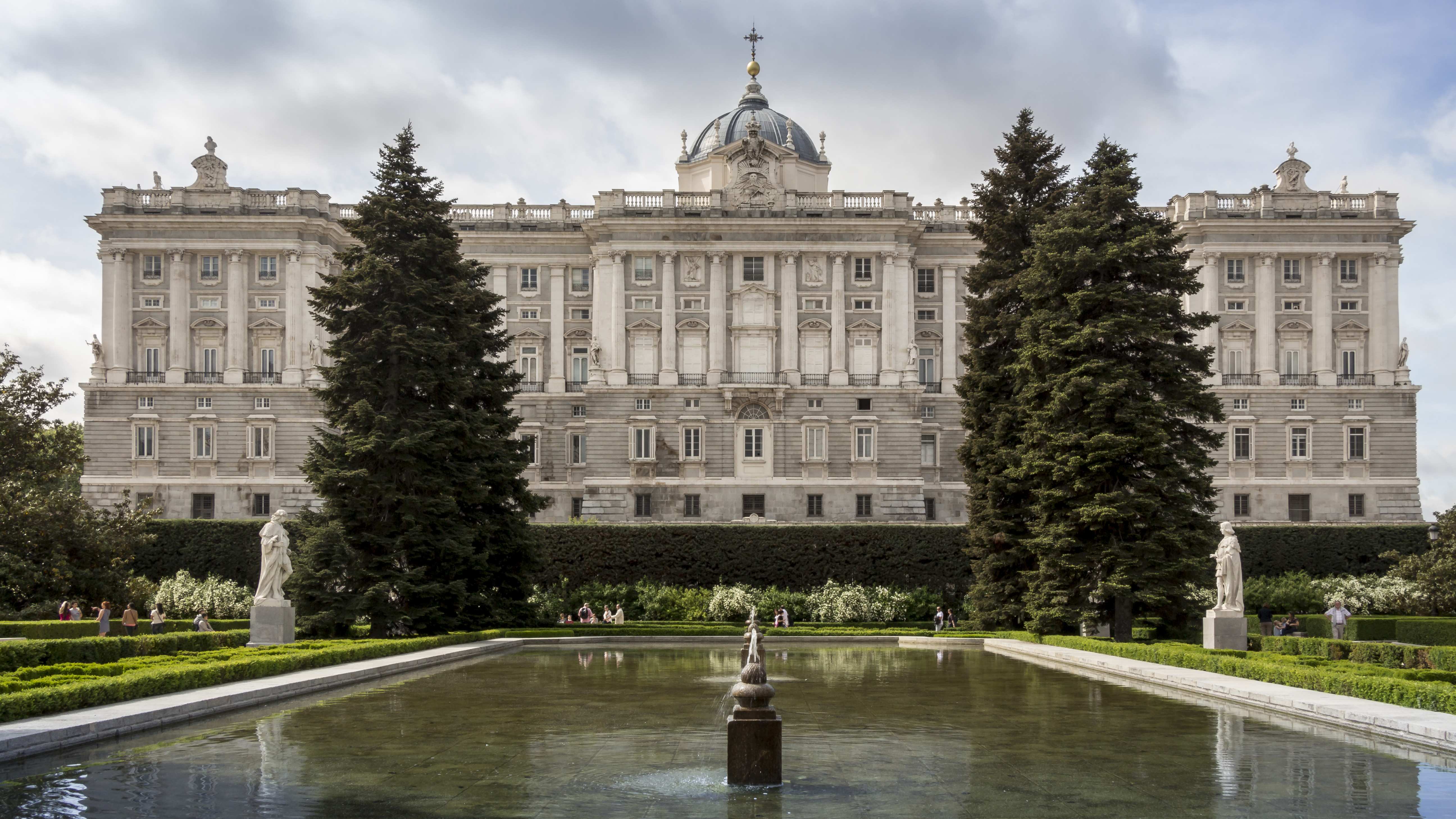
Fachada del palacio Real de Madrid desde los jardines de Sabatini.

El término Monarquía Española designa la organización política del Gobierno y del Estado en España, y cuya trayectoria va desde la unión dinástica de los reinos peninsulares en los Reyes Católicos y sus descendientes, reformándose durante el nuevo régimen hasta la actualidad en España, interrumpida únicamente en los períodos de la Primera República (1873-1874), la Segunda República (1931-1939) y parte del régimen franquista (1939-1975), donde España volvió a constituirse en Reino tras la aprobación de la quinta Ley fundamental sobre la Sucesión en la Jefatura del Estado. Actualmente, el rey de España es el Rey Felipe VI.

## Historia

### Precedentes
En la Alta Edad Media, el reino visigodo de Toledo (507-711), constituyó el primer estado independiente en la totalidad de la península ibérica, al conseguir una unidad política y religiosa. Cuando Suintila expulsó en el 625 a los bizantinos que ocupaban parte del sur de la península ibérica, logrando así, el control total de la antigua provincia romana de Hispania, se generalizó el uso de Hispania o Spania, para referirse al reino visigodo, y reyes de Hispania o Spania para referirse a los reyes visigodos. Incluso antes de completarse la conquista de la península ibérica, 
ideológicamente ya se identifica territorialmente Hispania con el reino visigodo en las crónicas de Juan de Biclaro, desde el reinado de Leovigildo (569-586), quién expandió y fortaleció el reino visigodo en casi toda la península. Leovigildo es también nombrado por el galorromano Gregorio de Tours, como rey de los hispanos en sus crónicas «Historia francorum».
Tras la invasión mulsulmana del 711, durante la Reconquista hubo reyes cristianos que se consideraron herederos de la Hispania visigoda para justificar la recuperación de la unidad política y cristiana arrebatada. De esta forma se intitularon Imperator totius Hispaniae (en latín: ‘Emperador de toda España’) o rex Hispaniae o Hispaniarum (rey de España).
Durante la Edad Media, los árabes habían conquistado buena parte de la península ibérica. A principios del siglo XV existían cuatro grandes reinos que habían logrado expulsar a los musulmanes de su territorio: Castilla, Aragón, Navarra y Portugal. El reino de Granada era el último reducto musulmán en la Península.

### Consolidación

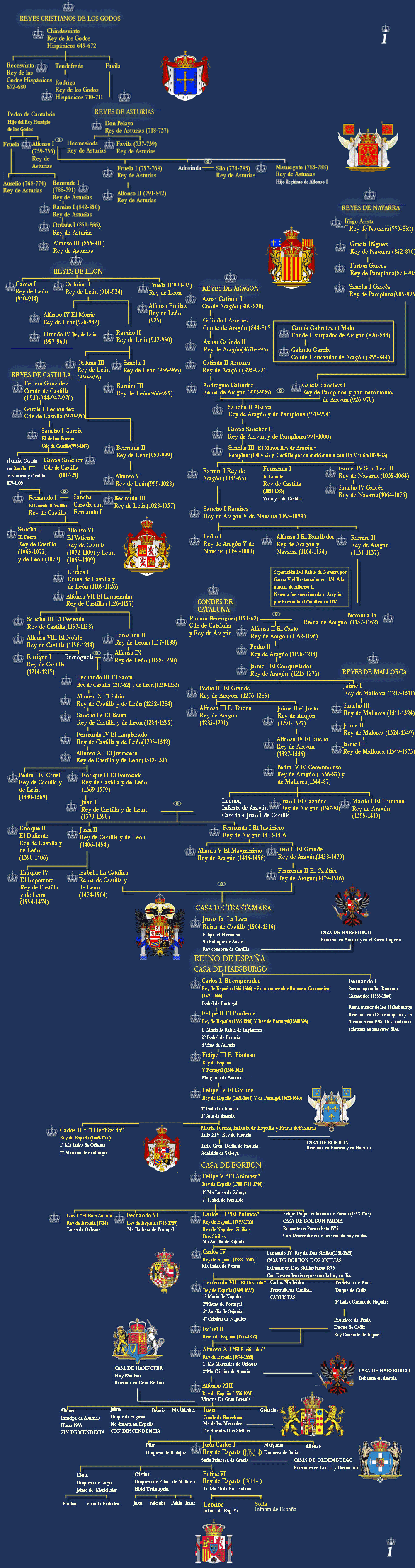
Línea Dinástica desde los Reyes Visigodos hasta la actual monarquía Borbón.

En 1469, Fernando II de Aragón e Isabel I de Castilla contrajeron matrimonio, uniendo dinásticamente las dos coronas más poderosas: Aragón y Castilla. Esta unión de fuerzas permitió expulsar a los musulmanes de Granada y conquistar Navarra, para incorporar estos territorios a la nueva corona. 
Se considera, pues, que la Monarquía Española tiene su origen en la unión personal y dinástica entre Isabel I de Castilla y Fernando II de Aragón, llamados Reyes Católicos (Catholicos reges, et principes) por el papado desde el 4 de mayo de 1493 en razón de la conquista de la península ibérica al islam y el proyecto evangelizador del Nuevo Mundo; y que procuraron llevar una política de acción común. Asimismo, Isabel y Fernando fueron los primeros monarcas de Castilla y Aragón en ser llamados «Reyes de España».
Juana I de Castilla, hija de los Reyes Católicos, heredó la corona de Castilla al morir su madre, la reina Isabel. El matrimonio de Juana con Felipe el Hermoso hizo peligrar la política que habían llevado los Reyes Católicos, pero Felipe I murió prematuramente, y el rey Fernando II de Aragón, padre de Juana, la inhabilitó definitivamente y se ocupó de la regencia castellana hasta su muerte. Entonces, Juana heredó también la Corona de Aragón, tras fracasar el intento de su padre de concebir un heredero con su segunda esposa, Germana de Foix, que le permitiese heredar aquella corona y separarla de la Corona de Castilla, pero dada la incapacidad de la reina Juana, su hijo Carlos se autoproclamó rey junto con su madre. De esta forma Carlos I consolidó la unión de ambas coronas, siendo llamado «rey Católico de las Españas» (Hispaniarum Rex Catholicus) por el papa León X en la bula Pacificus et æternum del 1 de abril de 1517.

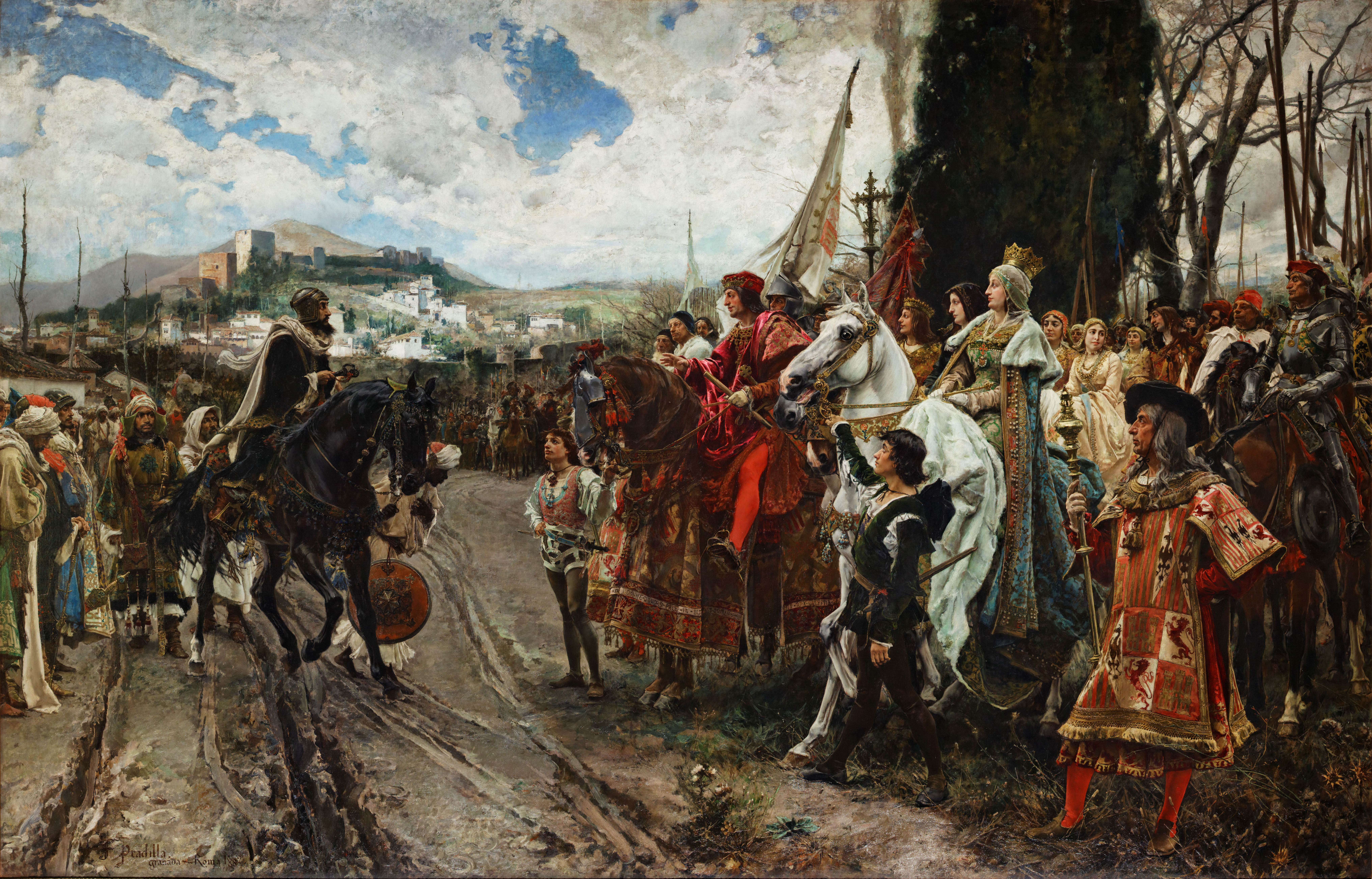
La rendición de Granada, obra de Francisco Pradilla, representa la rendición de Boabdil ante los Reyes Católicos.

Felipe II, Príncipe de Asturias desde 1528, accedió al trono por abdicación de su padre, y usó en documentos y monedas la fórmula abreviada de «rey de las Españas y de Indias» (Hispaniarum et Indiarum Rex), y tras la Crisis sucesoria en Portugal (1580) adquirió también la titularidad de la Corona portuguesa.

### Cambio de régimen
La Monarquía Española pierde su condición monarquía absoluta, y adquiere su carácter de monarquía parlamentaria con la transformación de España en un Estado liberal.
Desde el año 1833, con el pretexto de la cuestión dinástica, se sucedieron tres guerras civiles en España que jalonaron intermitentemente una parte del siglo XIX, donde los constitucionalistas («cristinos», «alfonsinos») oponían su ideario del estado liberal contra el absolutismo y foralismo de los carlistas. La cuestión dinástica se inició cuando Fernando VII promulgó la Pragmática Sanción de 1830, que era a su vez la publicación de la Pragmática Sanción de 1789, con lo que se anularon las disposiciones que impedían el acceso al trono de las mujeres hasta no agotarse toda la descendencia masculina de Felipe V. De esta manera, Carlos María Isidro, hermano del rey Fernando VII, fue relegado en favor de su sobrina Isabel, hija del rey; y así, si Carlos María Isidro no tuvo inconveniente en renunciar a sus derechos en 1808, en 1833 sus argumentos habían cambiado, y con sus partidarios («carlistas») inició la Primera Guerra Carlista.
Isabel II finalmente fue proclamada reina, pero su madre la regente María Cristina de Borbón-Dos Sicilias que se alineó con los liberales, sin embargo pretende el estatuto Real de 1834 lo que dio lugar al motín de La Granja (1836) y la vuelta al periodo constitucional. Así el artículo 180 de la Constitución de 1812 habría establecido el reinado legítimo del Isabel II, y el artículo 50 de la Constitución de 1837 y el artículo 49 de Constitución de 1845 indican que Isabel II era la legítima reina de las Españas. Desde entonces la legitimidad de la monarquía española ha ido vinculada con la Constitución de turno (aunque fuera a posteriori).
El sentido patrimonial de la unión de distintos reinos peninsulares bajo una corona desaparece también con el periodo constitucional, aunque el cambio no fue brusco. La denominación de Reino en singular data desde la Constitución de 1812 (no así el Estatuto de Bayona de 1808). En las constituciones de 1812, 1837 y 1845 aparece el término las Españas, en alusión a los territorios que integraban el Imperio español, aunque también aparece en singular en las dos últimas bajo la fórmula dominios de España. Finalmente, en la Constitución de 1869, con la afirmación de la Nación española, el Estado pasó a denominarse en singular, España, y así ha seguido desde entonces hasta la actualidad.

## Estadísticas
Contando con datos desde Carlos I incluido:
- La media de vida de los reyes está en torno a los 52/53 años de edad, cifra que rebasaron tanto Felipe II, Felipe V, Isabel II, Alfonso XIII, Juan Carlos I, así como Felipe VI, entre otros.
- La media de reinado se aproxima a los 29/30 años, cifra que también rebasó Felipe II, Felipe V, Isabel II o Juan Carlos I.
- Los reinados más largos corresponden a Juana I (51 años como reina titular de Castilla y Aragón; si bien no gobernó, sino que lo hicieron su padre y su hijo), Felipe V (45 años, en dos períodos diferentes), Alfonso XIII (44 años y 11 meses, incluyendo los 16 años que estuvo bajo una regencia) y Felipe II (44 años y 5 meses).
- Los reinados más cortos corresponden a Luis I (7 meses y 15 días) y Amadeo I de Saboya (2 años y 3 meses, incluyendo el mes y 17 días que estuvo bajo una regencia).